# Ogma paucispinatum
Ogma paucispinatum är en rundmaskart som beskrevs av Wouts, Yeates och Loof 1999. Ogma paucispinatum ingår i släktet Ogma och familjen Criconematidae. Inga underarter finns listade i Catalogue of Life.